# Parafia Świętej Trójcy w Białobrzegach
Parafia Świętej Trójcy w Białobrzegach – parafia rzymskokatolicka dekanatu jedlińskiego. Erygowana około 1600 roku.

## Historia
Wieś Brzegi powstała po 1512 i była własnością Anny Falenckiej. Na jej prośbę wieś otrzymała 2 września 1540 prawa miejskie brandenburskie od Zygmunta Starego. W czasach Michała Korybuta Wiśniowieckiego około roku 1670 miasto otrzymało nazwę Białobrzegi. W początkach XIX w. miasto zaczęło podupadać z powodu utraty prawa propinacji i poprzednich wyniszczających wojen. Parafia Białobrzegi i najstarszy drewniany kościół powstała prawdopodobnie wtedy, gdy zakończył się proces lokacji miasta, czyli około 1600. Pewne jest, że w początkach XVII w. istniała już parafia. Prawdopodobnie pierwotny kościół drewniany z początków istnienia parafii przetrwał do drugiej połowy XVIII w. W 1750]został na nowo pokryty i częściowo wyremontowany. W drugiej połowie XVIII w. był w złym stanie, wobec czego w latach 1771–1773 wybudowano nowy kościół pw. Świętej Trójcy i św. Apostołów Piotra i Pawła. Świątynia ta była z fundacji Pawła Boskiego dziedzica Białobrzegów, chorążego i podkomorzego ziemi czerskiej. Obecny kościół według projektu arch. Stefana Szyllera z Warszawy budowano w latach 1932–1939 staraniem ks. Stanisława Jakóbowskiego i po II wojnie światowej w latach 1953–1958 staraniem ks. Józefa Dziadowicza. Konsekracji kościoła dokonał bp Piotr Gołębiowski 17 sierpnia 1958. W tym czasie, w roku 1956, dawny kościół modrzewiowy został przeniesiony do parafii Bardzice. Obecny kościół jest trójnawowy, trzyprzęsłowy, murowany z granitu, cegły i żelazobetonu. Na placu kościelnym, w części bocznej, pozostała potrójna brama prowadząca do dawnego kościoła, a na niej znajdują się wykonane w 1896 przez rzeźbiarza Tomasza Myszkę z Kunowa kamienne figury Czterech Ewangelistów.

## Proboszczowie w XX i XXI wieku
Źródło:
- 1893–1903 – ks. Julian Śliwiński
- 1903–1905 – ks. Józef Janiszewski
- 1905–1909 – ks. Józef Kołaczewski
- 1909–1910 – ks. Antoni Rudzki
- 1910–1918 – ks. Hieronim Cieślakowski
- 1918–1919 – ks. Antoni Zejdler
- 1919–1920 – ks. Prosper Malinowski
- 1920–1953 – ks. Stanisław Jakóbowski
- 1953–1962 – ks. Józef Dziadowicz
- 1962–1975 – ks. Wincenty Młodożeniec
- 1975–2003 – ks. kan. Stefan Kowalczyk
- 2003–2025 – ks. kan. Artur Hejda
- 2025–nadal – ks. kan. Marcin Rogala

## Zasięg parafii
Do parafii należą wierni z miejscowości: Białobrzegi Radomskie, Brzeska Wola, Brzeźce, Kamień, Leopoldów, Mikówka, Sucha, Szczyty, Wojciechówka.